# Razamanaz
Razamanaz ist das dritte Studioalbum der schottischen Hard-Rock-Band Nazareth.

## Album
Das Album wurde 1973 im The Gangshut Studio in Schottland aufgenommen und produziert von Roger Glover, dem Bassisten von Deep Purple. Im Jahr 1973 wurde es auf dem Label B & C Mooncrest erstmals veröffentlicht. Es ist die dritte LP der Band. Das Artwork stammt von Dave Field.

## Entstehung
Als Nazareth 1972 im Vorprogramm von Deep Purple spielten, zeigte Roger Glover sich beeindruckt von der Darbietung der Begleitband. Die Kompositionen des Songmaterials reichen bis auf Ende 1972 zurück, als der Titelsong „Razamanaz“ erstmals bereits auf einigen Konzerten der Band gespielt wurde. Nazareth selber waren optimistisch mit den neuen Songs, aber ihr Management war skeptisch. Zu wenig überzeugend waren die beiden LPs zuvor gewesen, und es kostete die Band einiges an Überzeugungsarbeit, das nötige Budget für die Aufnahmearbeiten zu beschaffen. Mit einer Demoaufnahme des Liedes „Broken down Angel“ gelang dies jedoch, und die Geldgeber gaben grünes Licht. Es handelte sich um eine 50:50-Entscheidung, denn einer der beiden Manager, Derek Nicol, zweifelte noch immer an der Verwertbarkeit des Materials. Der andere hingegen, Bill Frehilly, investierte das nötige Geld in die Band. „Razamanaz“ entstand und erreichte nach seiner Veröffentlichung dann auch Platz 11 in den UK-Charts.

## Singles
„Broken down Angel“ wurde ausgekoppelt, im Programm der BBC häufig gespielt und kam in England bis auf Platz 7. Die Band startete ihre Tour in Lancaster, und noch in der ersten Woche der Tournee war man zu Gast in der berühmten Sendung Top of the Pops. Danach stieg die Zahl der Ticketverkäufe rapide an.
„Razamanaz“ selbst wurde zwar auch als Single-Auskopplung geplant, erschien aber nie. Stattdessen fiel die Wahl auf das mit markanter Slide-Gitarre dargebotene „Bad, bad Boy“. Diese Single enthielt zusätzlich die beiden bis dahin unveröffentlichten Stücke „Hard living“ und „Spinning Top“ und erreichte Platz 10 in den Charts des Vereinigten Königreichs.

## Titelliste
1. Razamanaz (McCafferty/Charlton/Agnew/Sweet)
2. Alcatraz (Russel)
3. Vigilante Man (Guthrie)
4. Woke up this Morning (McCafferty/Charlton/Agnew/Sweet)
5. Night Woman (McCafferty/Charlton/Agnew/Sweet)
6. Bad, bad Boy (McCafferty/Charlton/Agnew/Sweet)
7. Sold my Soul (McCafferty/Charlton/Agnew/Sweet)
8. Too bad, too sad (McCafferty/Charlton/Agnew/Sweet)
9. Broken down Angel (McCafferty/Charlton/Agnew/Sweet)